# Clostridium algidicarnis
Clostridium algidicarnis è una specie di batterio appartenente alla famiglia delle Clostridiaceae.